# Gabriel Sénac de Meilhan
Gabriel Sénac de Meilhan, né le 7 mai 1736 à Versailles et mort le 15 août 1803 à Vienne, est un administrateur et écrivain français.

## Biographie
Second fils de Jean-Baptiste Sénac, premier médecin du roi Louis XV de France depuis 1752 — et, à ce titre, anobli — et de Marie-Thérèse Tanet, d'une famille de marchands de Gironde, il suit à partir de 1756 des études de droit et correspond avec Voltaire, qui lui écrit, le 4 juillet : « Faites de la prose ou des vers, Monsieur, donnez-vous à la philosophie ou aux affaires, vous réussirez à tout ce que vous entreprendrez. »
Avocat au Parlement de Paris en 1762, il obtient une charge de conseiller au Grand Conseil, émanation du Conseil du Roi, et entame une brillante carrière administrative, grâce à de solides appuis à la cour, notamment de Choiseul, dont il fréquente la sœur, la comtesse de Tess. Sénac de Meilhan est admis aux salons de la duchesse de Gramont et de Madame de Pompadour, et se lie avec Madame de Créquy.
Il achète une charge de maître des requêtes au conseil d'État en 1763 et devient successivement intendant de la Guadeloupe en 1763 — où il ne se rend pas —, des îles de France (Maurice) et de Bourbon (La Réunion) en 1764, La Rochelle en 1766, Provence en 1773, Valenciennes, puis brièvement intendant de la guerre et des armées auprès du comte de Saint-Germain en 1775.
En 1765, il obtient le privilège des « entrées dans la chambre du roi » et se marie avec Louise Victoire Marchant de Varennes (morte en 1789), fille d'un trésorier-payeur des rentes de l'Hôtel de ville. Le roi et la famille royale signent le contrat. Installé rue Saint-Louis, dans le Marais, le couple a deux enfants.
Espérant devenir contrôleur général des finances vers 1785, il est déçu par la nomination de Necker. Dans ses Considérations sur le luxe et les richesses (1787), il réfute l’essai du Genevois, De l'administration des finances de la France, opposant à sa logique financière une logique sociale, et se montre un opposant amer.
En 1786-1787, il avait déjà publié les Mémoires d’Anne de Gonzague, princesse Palatine, apocryphes. Suivent d’autres Considérations sur l’Esprit et les Mœurs (1788) et un petit conte oriental les Deux cousins (1790).

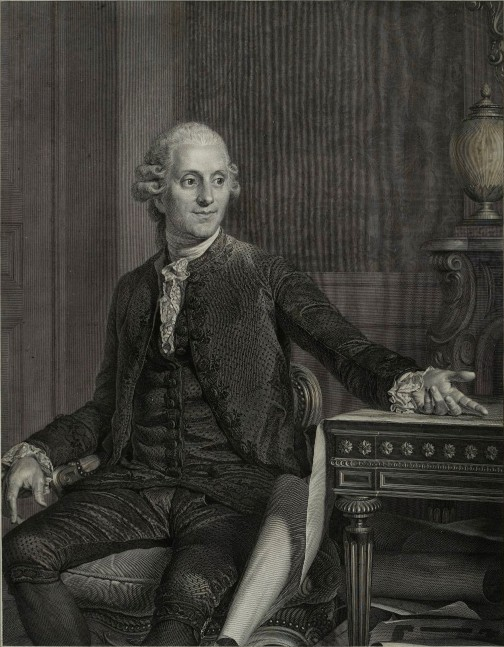
Gabriel Sénac de Meilhan, gravure de Charles-Clément Bervic d'après la toile de Joseph-Siffrein Duplessis, (musée de la Révolution française).

En juin 1790, il émigre et séjourne à Londres, puis Aix-la-Chapelle et Rome. Un temps évoqué comme ambassadeur à Venise, il obtient finalement de Catherine II l'autorisation de se rendre à la cour de Russie. Passant par Vienne et Varsovie, où il rencontre Stanislas Auguste Poniatowski, il séjourne en 1791 à Saint-Pétersbourg, où l'impératrice lui alloue une pension et songe à lui confier un poste politique ou une charge d'historiographe. Toutefois, leurs relations se dégradent ; Catherine écrit à Grimm : « En général, je n'ai guère vu d'homme qui ait su moins ici que lui ».
Quittant la Russie, il passe par Jassy, en Moldavie, où il rencontre Potemkine, puis par Varsovie et Prague. En 1792, il compose une Défense de Louis XVI. Invité au château de Rheinsberg par le prince Henri de Prusse, frère cadet de Frédéric II, il entreprend la rédaction du roman L'Émigré. Il est également accueilli par le duc de Brunswick.
En 1794, il s'installe à Hambourg, où il rencontre Klopstock. En 1795, il fait paraître Du gouvernement des mœurs et des conditions en France avant la Révolution à Hambourg, ainsi que deux volumes de ses Œuvres philosophiques et littéraires. Grâce à l'intervention du prince de Ligne, avec lequel il se lie d’amitié, il obtient de s'installer à Vienne. En 1797 paraît à Brunswick son roman épistolaire, l'Émigré.
En 1801, son fils cadet, resté en France, tente de le faire rayer de la liste des émigrés. Il est autorisé à s'installer chez son fils, place Vendôme.
Le 7 janvier 1802, son fils cadet meurt à l'âge de 31 ans ; Sénac retourne à Vienne. Alexandre Ier rétablit sa pension, qui avait été annulée par Paul Ier, mais il meurt à Vienne.
Il est également l'auteur Du gouvernement, des mœurs et des conditions en France avant la Révolution, avec les caractères des principaux personnages du règne de Louis XVI, réédité en partie en 1813 sous le titre Portraits et caractères.
On lui attribue aussi un poème lubrique en six chants, publié en 1778 de manière anonyme, La Foutromanie.
Son fils aîné, Philippe, se marie en 1827 avec une Russe et prend le nom de Philippe Gavrilovitch Demilhian. Il meurt à Kiev en 1846.

## L’émigré
Le héros du roman est un jeune aristocrate français émigré, le marquis de Saint Alban. Blessé au siège de Mayence, il est recueilli par le commandeur de Loewenstein, un noble rhénan. Durant sa convalescence, Saint Alban tombe amoureux de la nièce du commandeur, Victorine, mariée à un homme plus âgé. Par devoir, ils essaient tous les deux de résister à leurs sentiments. Ils se confient chacun à des amis correspondants, Émilie et le président de Longueil. Guéri, le marquis quitte la famille mais y retourne pour des visites régulières. La mort soudaine du mari semble rendre possible le bonheur entre les deux amants mais l’Histoire rompt cette union désirée. Saint Alban est fait prisonnier et se suicide avant son exécution. Victorine finit par mourir de chagrin.
L’intérêt du roman tient à la fois dans sa forme, remarquable exemple de roman épistolaire polyphonique et philosophique hérité du XVIIIe siècle, et sa valeur de témoignage historique sur une époque tragique. Il s'inspire de romans français comme la Nouvelle Héloïse qui est aussi l’évocation d'un amour impossible, mais la sensibilité des scènes amoureuses évoque Clarisse de Richardson, d’ailleurs cité dans le roman, et une atmosphère préromantique. Du point de vue historique, la forme épistolaire permet à l’auteur de présenter un tableau du phénomène révolutionnaire nuancé par la variété des opinions véhiculées des émigrés, entre les « nostalgiques du passé » et les « partisans d’une monarchie constitutionnelle ». Ainsi, selon les cas, la Révolution apparaît soit comme « une monstruosité imprévisible », soit comme « une violence qui a sa logique ».
«Seul roman important entre Paul et Virginie de 1787 et Valérie de
1803» selon Thibaudet, le roman fut réimprimé dans une version plus courte par Casimir Stryienski et Frantz Funck-Brentano en 1904. Édité en version intégrale et illustrée en 1946 et 1962, il est vraiment réapprécié lors sa publication dans la Pléiade, parmi d’autres romans oubliés du XVIIIe siècle, par René Étiemble en 1965, puis devient accessible au grand public par sa parution dans la collection folio, en 2004.

## Œuvres
- La Foutro-Manie, poème lubrique en six chants, A Sardanapalis (lieu fictif), aux dépens des amateurs. 1776
- Mémoires d’Anne de Gonzague, princesse palatine, Paris, 1786 (rééd. 1789)
- Considérations sur les richesses et le luxe, Amsterdam & Paris, 1787 (rééd. 1789)
- Considérations sur l’esprit et les mœurs, Londres & Paris, 1787
- Les Deux Cousins, histoire véritable, Paris, 1790
- Annales de Tacite, traduction nouvelle, Paris, 1790
- Des principes et des causes de la Révolution en France, Londres & Paris, 1790
- Lettre de M. de M*** à M. l’abbé Sabatier de Castres sur la République française, Vienne, 1792
- Lettre à Mme de ***, Paris, 1792
- Du gouvernement, des mœurs et des conditions en France avant la Révolution, Hambourg, 1795 (rééd. 1814)
- Œuvres philosophiques et littéraires, Hambourg, 1795
- L’Émigré (Wikisource), Brunswick, 1797
- Portraits et caractères de personnages distingués de la fin du XVIIIe siècle, Paris, éditions M. de Lévis, 1813

## Sources
- Louis Désiré Legrand, Sénac de Meilhan et l'intendance du Hainaut et du Cambrésis sous Louis XVI, Valenciennes : J. Giard, 1868 (lire en ligne)
- (en) « Gabriel Sénac de Meilhan », dans Encyclopædia Britannica [détail de l’édition], 1911 (lire sur Wikisource).
- L’Émigré, Gallimard, Folio classique, 2004, présentation et notes de Michel Delon